# Coupe CERS 2010-2011
Navigation
Édition précédente Édition suivante
La Coupe CERS 2010-2011 est une compétition de rink hockey organisée par le CERH, le Comité Européen de Rink-Hockey.

## Participants
Chaque fédération nationale affiliée au CERS peut inscrire au maximum 5 clubs dans la compétition. Cependant, le club champion national ne peut participer à la Coupe CERS, car il doit s'engager dans la Ligue Européenne.

## Déroulement
Compte tenu du nombre d'équipes engagées cette année, un tour préliminaire est joué. Les équipes passant par ce premier tour sont les équipes n'ayant pas participé à l'édition précédente et les équipes les moins bien classées au niveau européen.

Le tirage au sort des matchs du tour préliminaire est réalisé afin d'éviter les confrontations entre clubs d'un même pays.

Le tour préliminaire se jouent en matchs aller et retour.
La phase éliminatoire se joue en élimination directe, sous forme de matchs aller et retour. Les demi-finales et la finale se joue cependant sur un seul match et en terrain neutre, au cours d'un Final Four.

## Tour préliminaire
22 équipes participent cette année au tour préliminaire en matchs aller et retour les 20 novembre et 18 décembre 2010.
| Équipe 1            | Score | Équipe 2          | Aller | Retour |
| ------------------- | ----- | ----------------- | ----- | ------ |
| PAS Alcoy           | 6-7   | Seregno Hockey    | 2-0   | 4-7    |
| RHC Diessbach       | 11-6  | RESG Walsum       | 6-4   | 5-2    |
| Herne Bay United    | 2-16  | CH LLoret         | 2-6   | 0-10   |
| RHC Dornbirn        | 3-17  | SA Merignac       | 1-8   | 2-9    |
| LV La Roche sur Yon | 4-3   | ERG Iserlohn      | 3-1   | 1-2    |
| HC Quevert          | 3-11  | AE Física D       | 1-3   | 2-8    |
| RSV Weil            | 1-9   | RAC Saint Brieuc  | 0-4   | 1-5    |
| RHC Wimmis          | 9-5   | RSC Darmstadt     | 5-1   | 4-4    |
| SC Thunerstern      | 2-10  | Amatori S. Lodi   | 1-2   | 1-8    |
| HC Braga            | 32-2  | Middlesbrough RHC | 19-1  | 13-1   |
| CP Tenerife         | 12-4  | Hockey Sarzana    | 5-1   | 7-3    |

Weil est un club allemand évoluant dans le championnat suisse.

## Phase éliminatoire
Les huitièmes jusqu'aux quarts de finale sont définis par un tirage au sort libre. 

### Huitièmes de finale
Les huitièmes de finale se jouent en matchs aller et retour les 22 janvier et 19 février 2011.
| Équipe 1         | Score | Équipe 2            | Aller | Retour |
| ---------------- | ----- | ------------------- | ----- | ------ |
| HC Braga         | 22-11 | SA Merignac         | 15-5  | 7-6    |
| RAC Saint Brieuc | 12-6  | LV La Roche sur Yon | 7-2   | 5-4    |
| AFP Giovinazzo   | 11-8  | RHC Diessbach       | 6-3   | 5-5    |
| RHC Wimmis       | 3-21  | AE Física D         | 1-6   | 2-15   |
| SL Benfica       | 12-11 | Amatori S. Lodi     | 7-4   | 5-7    |
| CP Tenerife      | 7-10  | CH LLoret           | 2-3   | 5-7    |
| Seregno Hockey   | 4-13  | CP Vilanova         | 2-9   | 2-4    |
| Igualada HC      | 3-6   | UD Oliveirense      | 2-2   | 1-4    |

### Quarts de finale
Les Quarts de finale se jouent en matchs aller et retour les 19 mars et 9 avril 2011.
| Équipe 1         | Score | Équipe 2       | Aller | Retour |
| ---------------- | ----- | -------------- | ----- | ------ |
| RAC Saint Brieuc | 6-15  | HC Braga       | 5-9   | 1-6    |
| AE Física D      | 13-6  | AFP Giovinazzo | 6-3   | 7-3    |
| SL Benfica       | 12-3  | CH LLoret      | 6-0   | 6-3    |
| UD Oliveirense   | 8-9   | CP Vilanova    | 7-4   | 1-5    |

## Final Four
Un nouveau tirage est effectué pour désigner les demi-finales et la finale qui se jouent au cours d'un Final Four, à Vilanova i la Geltrú , sur une seule rencontre à élimination directe.
|  | Demi-finales | Demi-finales |             |   | Finale | Finale |
|  |              |              |             |   |        |        |
|  | 7 mai 2011   |              |             |   |        |        |
|  |              |              |             |   |        |        |
|  | HC Braga     | 3            |             |   |        |        |
|  | HC Braga     | 3            | 8 mai 2011  |   |        |        |
|  | CP Vilanova  | 5            |             |   |        |        |
|  | CP Vilanova  | 5            | CP Vilanova | 4 |        |        |
|  | 7 mai 2011   |              | CP Vilanova | 4 |        |        |
|  |              | SL Benfica   | 6           |   |        |        |
|  | SL Benfica   | SL Benfica   | 6           | 4 |        |        |
|  | SL Benfica   |              |             | 4 |        |        |
|  | AE Física D  | 1            |             |   |        |        |
|  | AE Física D  | 1            |             |   |        |        |